# Sataspes (explorateur)
Sataspes était un navigateur persan et un commandant de cavalerie dont le nom est dérivé de Sat (= 100, Sad) et Asp (= Chaval, Asb). Il serait également à l'origine du terme « latitudes des chevaux. »
Sataspes (qui, selon Hérodote, était le cousin de Xerxès Ier, grand roi perse, car sa mère était la sœur de Darius Ier) avait été condamné à mort pour enlèvement et viol de la fille de Mégabaze. Cependant, sa mère, Atossa, a réussi à convaincre Xerxès de changer la peine en une peine plus sévère - Sataspes a été chargé de faire le tour de l' Afrique. Il est parti avec un navire et un équipage égyptiens, a dépassé les colonnes d'Hercule (détroit de Gibraltar) et s'est rendu au sud pendant plusieurs mois, mais est retourné en Égypte sans avoir réussi sa tâche. De retour à la cour de Xerxès, il a affirmé qu'au point le plus éloigné où il était parvenu, il avait rencontré une « race de nains, qui portait une robe en palmier », et qu'il avait été contraint de revenir parce que son navire s'était arrêté et ne voulait plus naviguer. Xerxès n'a pas accepté cette excuse et l'a fait empaler.  
Certaines théories suggèrent que Sataspes aurait pu simplement rencontrer le courant de Benguela, ce qui l'a empêché de naviguer plus loin. 